# Saint-Chamant (Cantal)
Saint-Chamant település Franciaországban, Cantal megyében. Lakosainak száma 237 fő (2022. január 1.). Saint-Chamant Saint-Cernin, Saint-Cirgues-de-Malbert, Saint-Martin-Valmeroux és Saint-Projet-de-Salers községekkel határos.

## Népesség
A település népessége az elmúlt években az alábbi módon változott:
| Lakosok száma | 491  | 332  | 329  | 264  | 234  | 234  | 239  | 242  | 239  | 237  |
|               | 1968 | 1982 | 1990 | 2006 | 2013 | 2015 | 2017 | 2019 | 2020 | 2022 |